# Блява (река)
Блява — река в России, протекает по Кувандыкскому району Оренбургской области. В переводе с башкирского название означает — «оселок». Длина реки составляет 41 км. Впадает слева в реку Кураган в 45 км от устья последней, у посёлка Блявтамак. На реке Блява расположен город Медногорск.
Основные притоки — Херсонка, Джерекля (правые).

## Данные водного реестра
По данным государственного водного реестра России относится к Уральскому бассейновому округу, водохозяйственный участок реки — Сакмара от истока до впадения реки Большой Ик. Речной бассейн реки — Урал (российская часть бассейна).
Код объекта в государственном водном реестре — 12010000512112200005454.